# Władysław der Krumme
Władysław der Krumme (poln. Władysław Garbaty; * zwischen 1303 und 1305; † um 1352) war ein polnischer Herzog aus dem Adelsgeschlecht der kujawischen Piasten.

## Leben
Władysław war ein Sohn von Herzog Siemowit von Dobrin († 1312) und Anastasia von Galizien, der Tochter des ruthenischen Fürsten Leo I. von Galizien. Nach dem Tod seines Vaters führte seine Mutter mit seinem Onkel Władysław I. Ellenlang die Regentschaft für ihn und seine Brüder. Seit 1327 erhielt er auch das Herzogtum Łęczyca. 1316 schloss er mit dem Bischof von Płock Florian Laskary einen Ausgleich und dieser hob einen 1310 gegen dessen Familie erlassenen Kirchenbann auf. Władysław erkannte auch die Vorherrschaft seines Onkels Władysław I. Ellenlang an. 1323 stiftete er mit seinem Bruder Bolesław ein Spital in Rypin. 1332 übergab er mehrere Dörfer, unter anderem das spätere Łódź, an die kujawischen Bischöfe. 1327 tauschte er seine Ländereien gegen das Herzogtum Łęczyca. Nach dem Frieden von Kalisch kehrte er 1343 ins Dobriner Land zurück, behielt jedoch Łęczyca. Zu seinem Sitz machte er die Burg Bobrowniki.

## Ehe und Familie
Władysław war mit Anna verheiratet. Über ihre Herkunft ist nichts bekannt. Das Paar hatte keine Kinder. Nach seinem Tod fielen seine Ländereien als erledigte Lehen an die polnische Krone.